# Računarska lingvistika
Računarska lingvistika (još i računsko jezikoslovlje, računska lingvistika, strojno jezikoslovlje, strojna lingvistika, računalno jezikoslovlje, računalna lingvistika), znanstvena je disciplina koja se bavi razvojem programske podrške koja omogućava računarsku obradbu prirodnoga jezika. Predstavlja interdisciplinarno polje istraživanja, objedinjujući rezultate iz teoretskog računarstva, jezikoslovlja, kognitivne psihologije, umjetne inteligencije i logike.
Pod obradbom prirodnoga jezika se podrazumijeva ispravljanje tekstova, ekstrakcija informacija, prijevod, interakcija između čovjeka i računala itd.

## Poddiscipline
Računarska se lingvistika može podijeliti na više područja s obzirom na to obrađuje li se govorni ili pisani jezik, te pokušava li se jezik sintaksno analizirati (parsirati) ili pak generirati.
- prepoznavanje govora i sinteza govora proučavaju načine na koje računalo može prepoznati i razumjeti te generirati (stvoriti) prirodni jezik.
- parsiranje i generiranje jezika poddiscipline su računarskoga jezikoslovlja koje proučavaju na koji je način sastavljen prirodni jezik.
- strojno prevođenje dio je računarskoga jezikoslovlja koji se bavi razvojem programa za prevođenje jezika.

## Uporaba u praksi
Glavni zadatak računarske lingvistike jest razvoj programske opreme koji obavljaju različite zadatke povezane s prirodnim jezikom.
U to spada npr:
- potpora korisnika računala pri obradbi tekstova kao npr. ispravak pravopisnih grešaka, provjera gramatičke ispravnosti i sl.
- automatsko traženje određenih mjesta u tekstovima i to ne samo prema njihovom obliku nego i značenju (Information-Retrieval i tražilice)
- potpora pri (potpunom) prevođenju tekstova iz jednog jezika u drugi
- obradba govora kod npr. telefonskih informacijskih službi ili uređaja za čitanje za slijepe
- pronalaženje informacija poput navoda literarnih djela te odgovaranje na pitanja korištenjem golemih baza podataka (Information Extraction)
- potpora autoru pri pisanju tekstova kao npr. traženje odgovarajućeg izraza i terminologije
- interakcija između čovjeka i računala u prirodnom jeziku tako da se računalima mogu služiti i one osobe koje ne poznaju posebne naredbe
- računska složenost prirodnoga jezika, koja je uvelike modelirana teorijom automata, posebice primjenom kontekstno ovisnih gramatika i linearno ograničenih Turingovih strojeva.

## Problemi u računarskoj lingvistici
Neki od problema koji se proučavaju u računarskoj lingvistici:
- određivanje značenja riječi: neke riječi imaju ovisno o kontekstu različita značenja (homonimi - riječi istog oblika, ali različitog značenja). U tom se slučaju mora odabrati značenje koje odgovara odgovarajućem kontekstu. S druge su strane potrebni formalizmi za predstavljanje značenja riječi.
- Sintaksna nejednoznačnost: u ponekim se slučajevima jedna rečenica može na više načina analizirati i tumačiti. Odabir točne analize zahtijeva semantičku informaciju o načinu govora i namjeri govornika. Primjer: "Petar vidi Mariju s dalekozorom" - u ovom slučaju nije jasno vidi li Petar Mariju koja drži dalekozor ili Petar vidi Mariju pomoću dalekozora.
- neke rečenice izražavaju preneseno značenje (pragmatika)

Kako i daju li se ovi problemi riješiti ovisi uvelike o posebnostima jezika. Štoviše, nastoje se razviti postupci primjenjivi na sve jezike, ali detalji se moraju za svaki jezik posebno obraditi. Primjerice, program za rastavljanje testa na riječi koji je napisan za hrvatski jezik ne može se primijeniti na kineski jer je način određivanja granica između riječi bitno različit za ova dva jezika.
Računarsko jezikoslovlje radi i na razvitku programa koji omogućuju provjeru različitih jezikoslovnih hipoteza. Uvjet koji treba biti ispunjen da bi takvo provjeravanje bilo moguće jest mogućnost računala da simulira radnje koje čovjek riječima jednog jezika vrši.

## Vanjske poveznice
- Diplomski studij jezikoslovlja  Arhivirana inačica izvorne stranice od 6. svibnja 2014. (Wayback Machine) — Smjer računalna lingvistika
- Hrvatski nacionalni korpus  Arhivirana inačica izvorne stranice od 6. lipnja 2016. (Wayback Machine)
- Strojna obradba jezika
- Laboratorij za analizu teksta i inženjerstvo znanja
- The Association for Computational Linguistics